# Fernando I de León
Fernando I de León, llamado «el Magno» o «el Grande» (c. 1016-León, 27 de diciembre de 1065), fue conde de Castilla desde 1029 y rey de León desde el año 1037 hasta su muerte, siendo ungido como tal el 22 de junio de 1038.
Era hijo de Sancho Garcés III de Pamplona, llamado «el Mayor», rey de Pamplona, y de Muniadona, hermana de García Sánchez de Castilla. Fue designado conde de Castilla en 1029, si bien no ejerció el gobierno efectivo hasta la muerte de su padre en 1035. Se convirtió en rey de León por su matrimonio con Sancha de León, hermana de su rey y señor, Bermudo III, contra el que se levantó en armas, el cual murió sin dejar descendencia luchando contra Fernando en la batalla de Tamarón.
Sus primeros dieciséis años de reinado los pasó resolviendo conflictos internos y reorganizando su reino. En 1054, las disputas fronterizas con su hermano García III de Pamplona se tornaron en guerra abierta. Las tropas leonesas dieron muerte al monarca navarro en la batalla de Atapuerca.
Llevó a cabo una enérgica actividad de Reconquista, tomando las plazas de Lamego (1057), Viseo (1058) y Coímbra (1064). Además sometió a varios de los reinos de taifas al pago de parias al reino leonés. Al morir dividió sus reinos entre sus hijos: al primogénito, Sancho, le correspondió el estado patrimonial de su padre, el condado de Castilla, elevado a categoría de reino, y las parias sobre el reino taifa de Zaragoza; a Alfonso, el favorito, le correspondió el Reino de León y el título imperial, así como los derechos sobre el reino taifa de Toledo; García recibió el Reino de Galicia, creado a tal efecto, y los derechos sobre los reinos taifas de Sevilla y Badajoz; a Urraca y a Elvira les correspondieron las ciudades de Zamora y Toro, respectivamente, también con título real, y unas rentas adecuadas.
Tradicionalmente, se le ha considerado el primer rey de Castilla y fundador de la monarquía castellana, y aún hay historiadores que siguen manteniendo esta tesis. No obstante, buena parte de la historiografía más actual considera que Fernando no fue rey de Castilla y que el origen de este reino se sitúa a la muerte de este monarca, con la división de sus estados entre sus hijos y el legado de Castilla al primogénito Sancho con título real. En palabras de Gonzalo Martínez Diez:

Podemos y debemos afirmar con absoluta certeza el hecho de que Fernando nunca fue rey de Castilla, y que esta nunca cambió su naturaleza de condado, subordinado al rey de León, para convertirse en un reino, hasta la muerte de Fernando I el año 1065.

## Biografía
El futuro Fernando I de León tuvo que nacer después de 1015, y no hay ninguna seguridad de que fuera el segundo vástago de Sancho III el Mayor, como tradicionalmente se había creído. La mayor parte de los documentos auténticos de la época lo sitúan como el cuarto de los hijos del rey de Pamplona, tras Ramiro I de Aragón, García Sánchez III el de Nájera y Gonzalo I de Ribagorza. Según Sánchez Candeira, debió de nacer entre el 1016 y el 1018. Su padre era el rey navarro Sancho III el Mayor, de la dinastía Jimena y su madre, Mumadonna, de la familia de los condes de Castilla. En 1029, al acceder al condado castellano, Fernando no pasaba de los trece años.

### Conde de Castilla

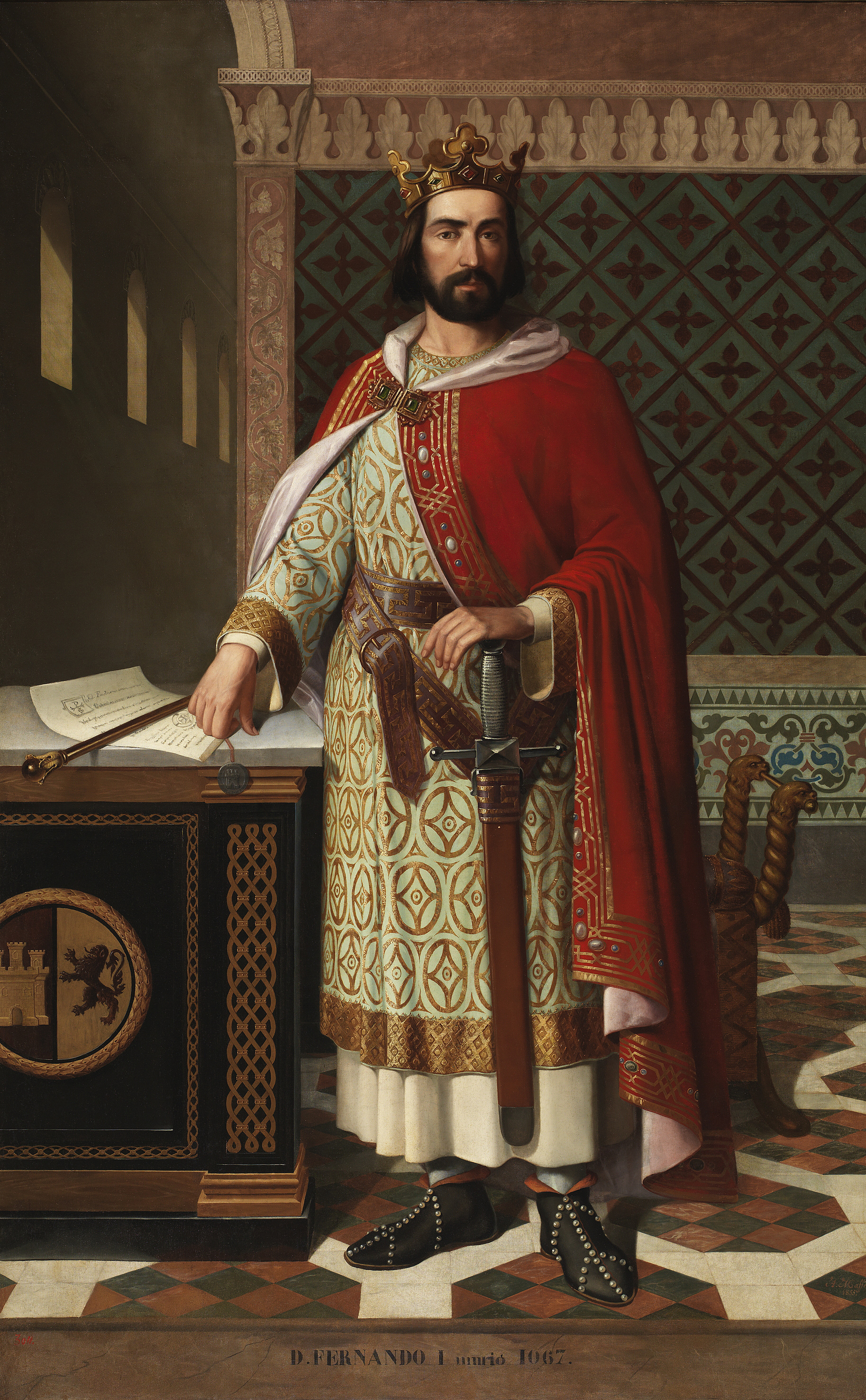
Retrato imaginario de Fernando I de León, por Antonio Maffei. 1855. (Museo del Prado, Madrid).

Cuando el conde Sancho García de Castilla falleció en 1017, dejó por heredero a García Sánchez, un niño de siete años, lo que dio inicio a un período turbulento para el condado castellano. Alfonso V de León recobró las tierras comprendidas entre el Cea y el Pisuerga, conquistadas años atrás por Sancho, en tanto que Sancho el Mayor intervino para proteger a su joven cuñado, aprovechando para apoderarse de varias plazas fronterizas.

Evolución de la frontera entre el reino de Navarra y el condado de Castilla entre 1016 y 1065.

En 1027 García Sánchez de Castilla llegó a la mayoría de edad y pretendió estrechar lazos casándose con Sancha, hermana del joven rey de León, Bermudo III. Sin embargo, fue asesinado por los hijos del conde de Vela, huidos de Castilla, se supone que como mucho en el año de 1028, ya que en ese año deja de mencionarse en la documentación. Los leoneses vieron en esta muerte la mano del rey de Pamplona, y los castellanos una conjura leonesa. En todo caso, Sancho el Mayor, salió favorecido del magnicidio: al no tener hijos el difunto conde García, Sancho invocó los derechos de su esposa Muniadona para gobernar en Castilla, de esta forma la documentación lo sitúa como el único gobernante del condado de Castilla. Sin embargo, el rey Sancho designó a su hijo Fernando conde de Castilla, pero no se sabe exactamente cuándo fue el nombramiento, la primera documentación de este hecho es de julio de 1029, de esta manera mostraba a los castellanos que no iba a anexionarse el condado, y que este iba a conservar su entidad propia. No obstante, el rey de Pamplona se mostró como el verdadero poder en Castilla, y el hecho de haber designado a su hijo conde le procuró que su autoridad fuera «plenamente reconocida y legitimada». Este hecho determinó que el condado de Castilla, que no era independiente, negara la soberanía del rey de León sobre sí, rompiendo el vínculo de subordinación con el reino de León y poniéndolo bajo la autoridad del rey de Pamplona; de este modo, a partir de 1028, ningún diploma castellano alude al rey de León. Fernando obtuvo el título condal, pero fue su padre, al que acompañaba continuamente según la documentación que se conserva, y no él, quien ostentó el poder real en Castilla.
Fernando se casó en 1032 con Sancha de León, la prometida de su difunto tío, que aportó como dote las tierras comprendidas entre los ríos Cea y Pisuerga. Las bodas, a las que asistieron tanto Bermudo como Sancho, se celebraron probablemente en Burgos. El desposorio no cambió la situación de Fernando, que siguió siendo conde solamente de nombre, mientras su padre seguía ejerciendo el poder real en Castilla, que conservó hasta su muerte en el 1035. Fernando sigue apareciendo en la documentación junto a progenitor, en cuya corte debió de seguir pese al matrimonio. Otro gesto hacia la iglesia castellana fue la elección del monasterio de San Pedro de Arlanza como lugar de enterramiento, que confirmó incluso después de haber obtenido la corona real leonesa.
Al morir el rey Sancho, Fernando quedó como conde castellano sometido a Bermudo. Gozaba ya, como lo había hecho su padre, de las simpatías de gran parte de la nobleza castellana y, para granjearse las del clero condal, retomó la costumbre de los antiguos condes de tratar con largueza a las casas religiosas de la región.
En 1037 Bermudo III tomó por mujer a Jimena Sánchez, hija de Sancho Garcés III de Pamplona, y de su esposa, la reina Muniadona de Castilla, con lo cual pasaron a ser cuñados por partida doble los tres reyes: Bermudo, Fernando y García el de Nájera, y reclamó esas tierras, lo que condujo a la guerra entre los tres reyes cuñados. Algunos autores consideran que este momento es cuando el conde Fernando cambió su título por el de rey de Castilla, si bien no hay constancia documental de ello. La ruptura de relaciones entre Bermudo y Fernando debió de acaecer a principios del 1037 y la primera mitad del año los dos bandos debieron de dedicarse a reunir sus ejércitos para la guerra.

### El trono leonés

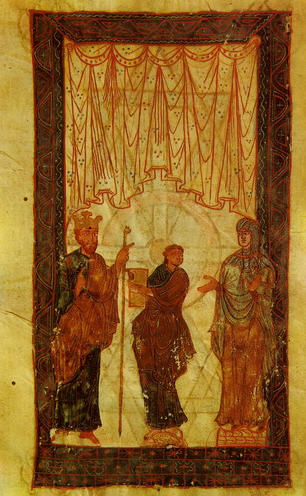
Fernando I junto con su esposa Sancha de León

El conflicto entre cuñados se dilucidó en la batalla de Tamarón, el 4 de septiembre de 1037. Las tropas castellanas venían reforzadas por el ejército del rey García de Pamplona. Bermudo, con el ímpetu propio de su edad, picó espuelas a su caballo Pelagiolo y se introdujo en las filas enemigas, donde fue muerto atravesado por una lanza castellana. Los leoneses trasladaron su cuerpo a León y lo depositaron, junto a los de sus padres, en el panteón de la iglesia de San Juan. En pago a la ayuda que había recibido de García, Fernando le entregó Castilla la Vieja, los territorios castellanos entre el Ebro y el mar cantábrico. García, en realidad, anhelaba hacerse con el conjunto del condado, lo que suscitó tensiones y finalmente la guerra entre él y Fernando.
Al morir Bermudo sin descendencia, era su hermana Sancha, esposa de Fernando, su sucesora en el trono. Sin embargo, los leoneses tardaron algún tiempo en aceptar a los nuevos monarcas. Durante meses el conde Fernando Flaínez (tío de Rodrigo Díaz de Vivar y abuelo de Jimena Díaz), se negó a entregar la ciudad a quien consideraba un usurpador, si no un asesino. Según la Crónica Silense, Fernando llegó desde Sahagún (desde «los confines de la Galaecia»). Finalmente, tras asegurar su posición en la Curia Regia, Fernando y su esposa entraron pacíficamente en León, y «en la era de M.LXX. VI a X de las kalendas de julio (22 de junio de 1038) fue consagrado don Fernando en la iglesia de Santa María de León y ungido rey por Servando, obispo de feliz recordación de dicha iglesia».
La misma crónica asegura que en los dieciséis primeros años de su reinado no pudo hacer incursiones contra los mahometanos, ocupado en someter a la nobleza del reino. Ello es confirmado por la Crónica najerense:

Ocupado durante dieciséis años en resolver los conflictos internos de su reino y en domar el feroz talante de algunos de los magnates, ninguna incursión fuera de sus fronteras pudo emprender contra los enemigos exteriores.

Tuvo que someter no solo a la turbulenta nobleza, sino también a algunas villas, cuyo poderío comenzaba a crecer. En torno al 1050, la tarea de reorganización y sometimiento del reino debía de estar fundamentalmente concluida.
Confirmó el Fuero de León, otorgado por su difunto suegro, Alfonso V, mandó seguir observando el código visigótico como ley fundamental del reino leonés, y se adaptó a los usos y costumbres de su nuevo reino, seguramente influido por su esposa la reina Sancha.

### La guerra con Navarra
A los dieciséis años de reinado, Fernando hubo de hacer frente a la guerra contra su hermano mayor, García III de Pamplona. Ambos hermanos llevaban años disputándose los territorios que su padre había segregado de Castilla y anexionado al reino de Pamplona (La Bureba, Castilla la Vieja, Trasmiera, Encartaciones, y los Montes de Oca), realizando constantes incursiones. Las crónicas, claramente partidistas, hacen caer exclusivamente sobre el pamplonés la responsabilidad del conflicto: estando García enfermo en Nájera, fue a consolarlo el rey leonés, que, sospechando de su hermano, evitó ser apresado y se puso a salvo. Andando el tiempo, fue el leonés quien enfermó, y su hermano mayor el que le devolvió la visita, al parecer inocente de toda acusación, y a mostrar su buena disposición, pero con el deseo de ver desaparecer al enfermo para ocupar su trono. Fernando aprovechó la ocasión para encerrarle en el castillo de Cea, de donde escapó gracias a su astucia y a la ayuda de varios cómplices.
García se preparó entonces para la guerra, y con algunos musulmanes aliados invadió las tierras de Castilla, rechazando a los emisarios que le propusieron la paz en nombre de su hermano, «proponiéndole que cada uno viviera en paz dentro de su reino y desistiese de decidir la cuestión por las armas pues ambos eran hermanos y cada uno debía morar pacíficamente en su casa». Así pues, Fernando le salió al encuentro con un fuerte contingente, y ambos ejércitos se encontraron en la batalla de Atapuerca librada el 15 de septiembre de 1054.
García se había establecido a mitad del valle de Atapuerca, tres leguas al este de Burgos, pero los leoneses ocuparon de noche un altozano cercano y desde él cayeron al amanecer contra los navarros y sus aliados. Fernando dio orden de capturar vivo a su hermano, porque así se lo había pedido su esposa Sancha. Pero los nobles de León, que no habían olvidado la muerte su rey Bermudo, acabaron con García. Otra versión atribuye su muerte a un grupo de sus propios súbditos, obligados a huir a Castilla ante las humillaciones y exigencias tributarias de García. Sánchez Candeira menciona una tercera posibilidad, que proviene de los Anales compostelanos: que el rey fuese asesinado por uno de sus caballeros con cuya esposa había tenido relaciones, y que aprovechó el desorden causado por la carga de los caballeros leoneses para acometerlo y darle muerte.
En todo caso, el ejército de García huyó en desbandada, cayendo numerosos prisioneros en manos leonesas, entre ellos buena parte de sus contingentes moros, contra los que cargó Fernando tras morir su hermano. Fernando recuperó el cuerpo de su hermano y ordenó enterrarlo en la iglesia que este había fundado, Santa María de Nájera. La victoria de Fernando tuvo como consecuencia la reincorporación a Castilla de las tierras reclamadas (Castilla la Vieja), estableciéndose la frontera en el río Ebro e imponiéndose vasallaje a su joven sobrino Sancho Garcés IV, el nuevo rey de Pamplona. La paz con Navarra perduró hasta el 1058.
Antes de noviembre del 1058, estalló una nueva guerra entre los dos reinos ibéricos, quizá a causa de la incursión leonesa en la taifa de Zaragoza, vasalla de Navarra. En los choques los navarros perdieron diversos territorios occidentales de su reino: la comarca de Belorado, Valpuesta y lo que conservaban de los montes de Oca. Zaragoza, ante el cariz de la contienda, abandonó el vasallaje a Navarra y se sometió a León. La guerra continuó hasta abril o mayo del 1062.

### Reorganización del reino

El reino de León al final del reinado de Fernando I. Se muestra además el reparto del reino según lo dispuesto por Fernando I en 1063: Castilla (Sancho), León (Alfonso) y Galicia (García).

Sometidos los condes leoneses y seguras las fronteras, Fernando I se aplicó a consolidar las estructuras e instituciones de su reino, ya pacificado. Desempeñó un papel fundamental en la política peninsular y en la configuración del mapa político del siglo XI. Asimismo, en cuanto a política legislativa, su labor fue muy importante, reformando algunos aspectos de la Curia Regia leonesa, o restableciendo el derecho canónico visigodo mediante diferentes normas recogidas en el Concilio de Coyanza (1050 o 1055), que presidió el mismo monarca. Este concilio supuso la conclusión del proceso de reorganización interno, de sometimiento de la nobleza y las villas y de corrección de los desmanes tanto de estas como de los funcionarios reales. Al mismo tiempo y paulatinamente, puso en marcha una reforma administrativa, sustituyendo allá donde pudo a los nobles por infanzones dependientes de la Corona y desbaratando la herencia de los territorios, aunque evitando en todo momento enfrentarse directamente con la nobleza. Abolió algunos condados y en otros, entregó el gobierno del territorio a personas de su confianza en vez de a los descendientes de los condes fallecidos.
Durante su reinado se introdujeron en la monarquía leonesa las nuevas corrientes europeístas llegadas a la península ibérica a través de Navarra. Entre ellas destacan su relación con la Orden de Cluny y algunas de las primeras manifestaciones artísticas del nuevo arte románico en la península: la cripta de San Antolín de la catedral de Palencia y el pórtico real de la Colegiata de San Isidoro de León (1063), convertida después en panteón real. Ese mismo año de 1063, se depositaron en la iglesia leonesa recién construida los restos de san Isidoro de Sevilla.
Probablemente coincidiendo con la consagración de la nueva basílica, el 22 de diciembre del 1063, el rey anunció su intención de dividir el reino entre sus vástagos, para evitar disputas cuando falleciese. Lo mismo había hecho su padre con él y el resto de hermanos y hermanastros. A Sancho le concedió Castilla y las parias de Zaragoza; a Alfonso, el reino de León propiamente dicho y las parias de Toledo; a García, Galicia y Portugal, además de las parias pacenses y sevillanas. A las dos mujeres, Urraca y Elvira, les otorgó los infantazgos de los monasterios del reino, con la condición de que permaneciesen solteras.

### Política frente a los territorios musulmanes

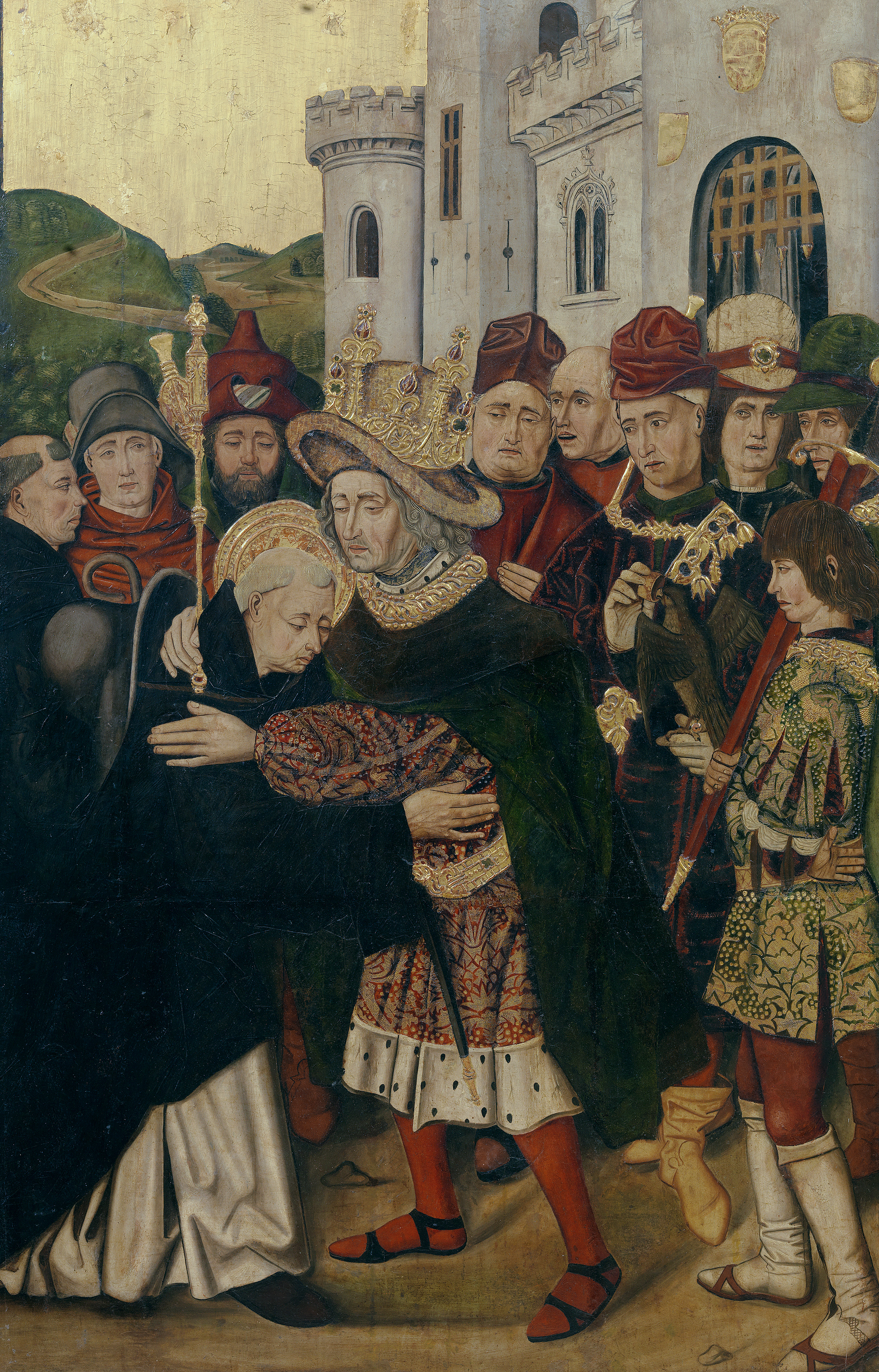
Fernando I acogiendo a Santo Domingo de Silos, de Bartolomé Bermejo y Martín Bernat (Museo del Prado, Madrid).

A partir de ese momento, se inició la política expansiva leonesa, sobre todo hacia los territorios musulmanes meridionales, muy debilitados por la división de al-Ándalus, tras la caída del Califato Cordobés y el surgimiento de numerosos reinos de taifas. Se reanudó así, y ya de forma definitiva y decidida, la Reconquista.
Uno de los principales resultados de la política de Fernando I fue el sometimiento de varios de los reinos de taifas y el cobro de las parias (impuesto por la protección y por no ser atacados) a las taifas más ricas, como Toledo, Sevilla, Zaragoza o Badajoz. A la vez, se produjeron varios ataques y conquistas. Destacan la conquista de las plazas portuguesas de Lamego (1057) y Viseo (1058) y la toma definitiva (1060) de las de San Esteban de Gormaz, Berlanga de Duero y demás castillos y plazas del río Bordecorex, en territorio del alto Duero. Para la toma del primero, el ejército reunido por Fernando partió de los Campos Góticos en septiembre u octubre del 1057 y cercó la plaza hasta que esta cayó el 27 de noviembre. En la primavera siguiente, Fernando regresó a la zona, esta vez por la calzada Astorga-Braga, para acometer la toma de Viseo. La ciudad, famosa por sus arqueros que habían dado muerte a su suegro Alfonso V, se rindió el 23 de julio del 1058. Seguidamente, se apoderó de otras plazas de la comarca, como Penalva y Travanca. Conquistó el conjunto de la Beira Alta entre el 1057 y el 1064. Algo más al este, repobló Zamora y su alfoz, devastada en las incursiones de Almanzor y su hijo al-Muzáffar. Aún más al oriente, durante el reinado de Fernando se repoblaron algunas localidades, principalmente al norte del Duero, pero también en ocasiones al sur. En los documentos aparecen por primera vez Gumiel de Izán (1042); Hontoria de Valdearados (1044); Baños de Valdearados (1048); Peñaranda, Aranda y Castrillo de la Vega (todas ellas en el 1054); y Alcoba de la Torre y Berzosa (1062). Según Sánchez Candeira, la incursión en la zona suroccidental de la taifa zaragozana en la que Fernando expugnó el castillo de Gormaz y se apoderó de Berlanga y del valle de Bordecorex se llevó a cabo a finales del verano y principios del invierno del 1058, tras haber tomado Viseo y antes de estallar la guerra con Navarra. Tras asegurarse el flanco derecho con estas conquistas, cruzó la frontera con la taifa toledana y destruyó varios castillos en el valle del río Salado (Huérmeces, Santiuste y Santamera). El ataque de Sancho Garcés IV de Pamplona en septiembre u octubre impelió a Fernando a abandonar la campaña contra Toledo. La guerra, favorable a los leoneses, hizo que el emir de la taifa zaragozana, aliada de los navarros, optase por cambiar de bando y prestar homenaje a Fernando, que además arrebató algunos territorios a Sancho. La contienda se prolongó hasta la primavera del 1062 e impidió que el monarca leonés continuase sus incursiones contra las taifas. Probablemente en el verano del 1062, retomó la vieja campaña contra Toledo: devastó Talamanca y taló los campos de Guadalajara y Alcalá. Cercó esta última, que solicitó auxilio a al-Mamún. Este acudió en socorro de la plaza con ricos presentes y el ofrecimiento de sumisión a Fernando, que este aceptó a cambio de abandonar el asedio. Sometidas ya Zaragoza y Toledo a vasallaje, en junio o julio del 1063 penetró en la taifa de Sevilla, que también aceptó pagarle parias para evitar los estragos de la campaña.
Respondiendo a los pactos acordados, Fernando I envió a su hijo, el infante Sancho, en ayuda de al-Muqtadir, rey taifa de Zaragoza, cuando la plaza de Graus se vio atacada (1063) por Ramiro I de Aragón, su hermanastro, que fue derrotado y muerto. Posteriormente, condujo una expedición de castigo al valle del Ebro (1065) con el fin de vengar una matanza de cristianos acaecida en Zaragoza y reclamar a al-Muqtadir el vasallaje y el pago de las parias, que no habían sido dadas. Tras este castigo, la expedición continuó hacia Valencia, donde su rey Abd al-Malik ben Abd al-Aziz al-Muzaffar Nizam al-Dawla, tras resistir el asedio de la ciudad, plantó lucha en la batalla de Paterna, donde acabó derrotado. Al poco, Fernando I se sintió enfermo y ordenó la vuelta a León a finales de octubre.
Marchó luego al oeste y sitió Coímbra, junto al río Mondego, que cayó en su poder tras denodada resistencia el 9 de julio del 1064, y cuyo gobierno entregó al conde mozárabe Sisnando Davídiz, junto con el de todos los territorios al sur del Duero y entre Lamego y el mar. Sisnando obtuvo amplios poderes en la región y quedó a cargo de la repoblación y de la defensa de la frontera meridional. La serie de conquistas occidentales y orientales allanaron la extensión de la población cristiana de los territorios al sur del Duero, gradual y oficiosa, pues la región quedó entonces más protegida de las posibles incursiones musulmanas, que solo podían alcanzarla a través de los puertos del Sistema Central.

### La muerte del rey
Fernando I llegó a León el día de Nochebuena de 1065 y su primera visita fue para la iglesia de San Isidoro, encomendándose a los santos para que le auxiliaran en su tránsito a la otra vida. Aquella noche acompañó en el coro a los clérigos, salmodiando los maitines en rito mozárabe, y al clarear el día de Navidad vio que la vida se le acababa. Comulgó en la Santa Misa, siguiendo el rito, bajo las dos especies, y a continuación fue llevado en brazos al lecho. Al amanecer del día 26, viendo aproximarse su final, hizo venir a obispos, abades y clérigos, mandó que le vistieran el manto regio, le colocasen la corona y le trasladasen a la iglesia. Hincó las rodillas ante el altar con las reliquias de san Isidoro y san Vicente, y oró y suplicó a Dios que acogiese su alma en paz:

Tuyo es el poder, tuyo es el reino, Señor. Encima estás de todos los reyes y a ti se entregan todos los reinos del cielo y la tierra. Y de ese modo el reino que de ti recibí y goberné por el tiempo que Tú, por tu libre voluntad quisiste, te lo reintegro ahora. Te pido que acojas mi alma, que sale de la vorágine de este mundo, y la acojas con paz.
Crónica Silense

Después se despojó de manto y corona, se tendió en el suelo y se sometió a la ceremonia de la penitencia pública, vistiendo un sayal y recibiendo la ceniza sobre su cabeza. Al mediodía del día siguiente, 27 de diciembre de 1065, festividad de san Juan Evangelista, el rey falleció rodeado de obispos, tras un reinado de veintisiete años, seis meses y doce días, a unos 49 años de edad, que pocos rebasaban en aquel tiempo y que el cronista juzgó «buena vejez y plenitud de días».
A su muerte, en vez de respetar el derecho visigodo y leonés que impedía dividir las posesiones reales entre los herederos, siguió los principios jurídicos navarros de considerar al reino como un patrimonio familiar. Se llevó a cabo el reparto según lo dispuesto por el difunto soberano en el 1063. Este reparto suscitó siete años de luchas fratricidas entre los hermanos, que concluyeron con la reunificación del territorio por parte de Alfonso.

## Sepultura

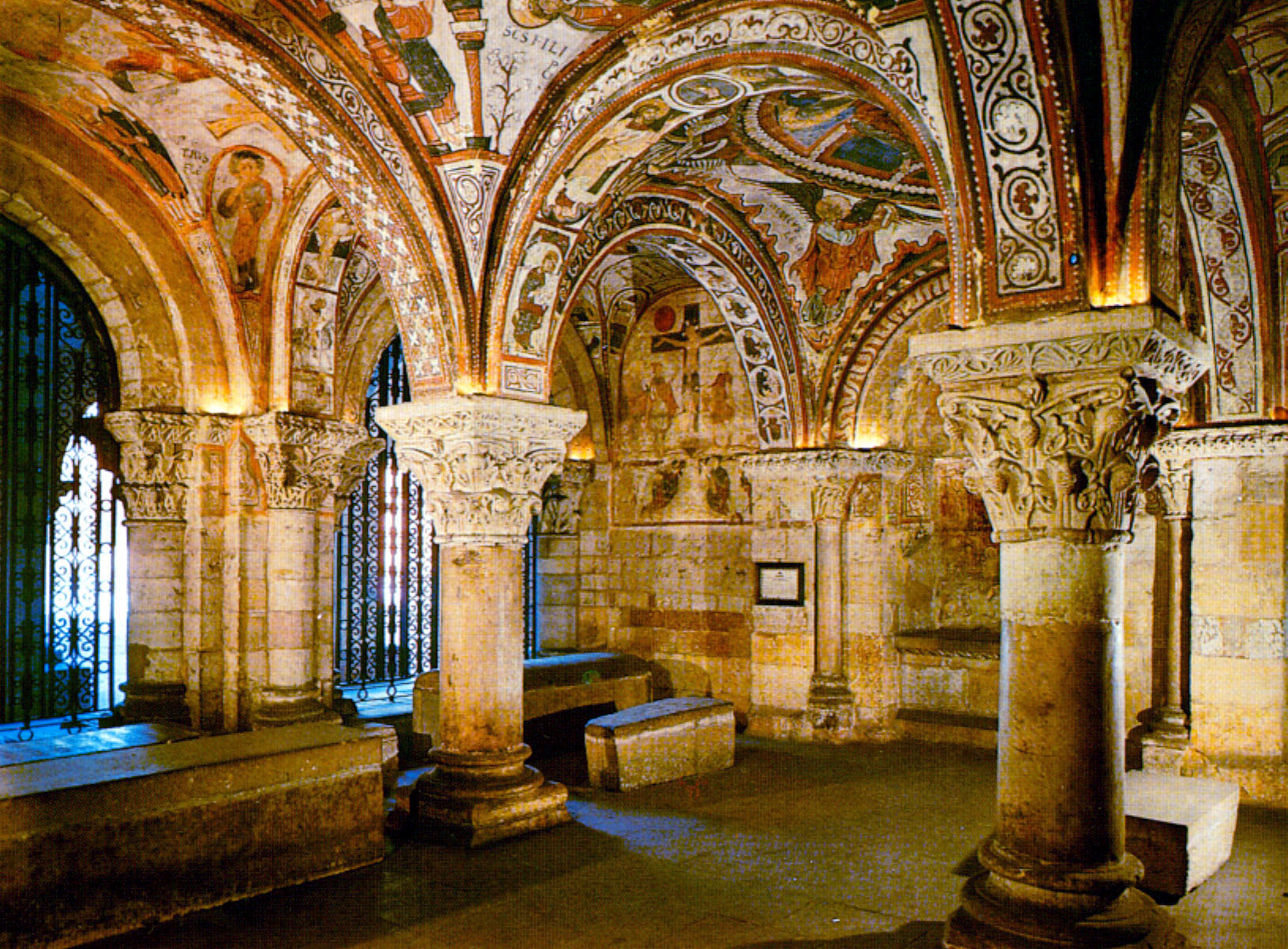
Panteón de Reyes de San Isidoro de León, donde recibió sepultura el cadáver del rey Fernando I el Magno.

Fernando I fue enterrado en el Panteón de Reyes de San Isidoro de León que él mismo había construido, junto a la supuesta tumba de su padre, Sancho el Mayor, Rex Pirinaeorum montium et Tolosae Sobre la tapa de su sepulcro esculpieron el siguiente epitafio latino:

H. E. TUMULATUS FERNANDUS MAGNUS REX TOTIUS HISPANIAE. FILIUS SANCTII REGIS PIRENAEORUM ET TOLOSAE. ISTA TRANSTULIT CORPORA. SANCTORUM IN LEGIONE BEATI ISIDORI ARCHIEPISCOPI AB HISPALI VICENTIIMARTYRIS AB ABELA. ET FECIT ECCLESIAM HANC LAPIDEAM. QUAE OLIM FUERAT LUTEA, HIC PRAELIANDO FECIT SIBI TRIBUTARIOS OMNES SARRACENOS HISPANIAE ET CEPIT COLIMBRIAM, LAMEGO, VESEO, ET ALIAS. ISTE VI CEPIT REGNA GARSIAE ET VEREMUDI. OBIIT VI K. JANUARII. ERA MCIII.

Que traducido al castellano viene a decir:

Aquí está enterrado Fernando Magno, rey de toda España, hijo de Sancho rey de los Pirineos y Tolosa. Trasladó a León los cuerpos santos de san Isidoro arzobispo, desde Sevilla, y de Vicente mártir, desde Ávila, y construyó esta iglesia de piedra, la que en otro tiempo era de barro. Hizo tributarios suyos, con las armas, a todos los sarracenos de España. Se apoderó de Coímbra, Lamego, Viseo y otras plazas. Se adueñó por la fuerza de los reinos de García y Vermudo. Falleció el 27 de diciembre de (la era) 1103.

## Matrimonio y descendencia
En 1032 contrajo matrimonio con Sancha de León, hija de Alfonso V y hermana de Bermudo III. De esta unión nacieron:
- Urraca de Zamora (1033-1101), señora de Zamora.
- Elvira de Toro (1038-1099), señora de Toro.
- Sancho II (1038/1039-1072), rey de Castilla (1065-1072) y brevemente rey de León (1072).
- Alfonso VI (1040/1041-1109), rey de León (1065-1072), y después de Castilla y de Galicia (1072-1109).
- García (1042-1090), rey de Galicia (1066-1071 y 1072-1073), como García II.

Según la Crónica silense: 

El rey Fernando educó a sus hijos e hijas instruyéndolos en primer lugar en las disciplinas liberales, que él mismo había estudiado eruditamente, y luego dispuso que sus hijos, a la edad oportuna, aprendiesen las artes ecuestres y los ejercicios militares y venatorios al estilo español, ya las hijas, lejos de toda ociosidad, las formó en las virtudes femeninas honestas.

## Ancestros
| \| \| \| \| \| \| \| \| \| \| \| \| \| \| \| \| \| \| \| \| 16. García Sánchez I de Pamplona \| \| \| \| \| \| \| \| \| \| \| \| \| \| \| \| \| \| \| \| \| \| \| \| \| \| \| \| \| \| \| \| \| \| \| \| \| \| \| \| \| \| \| \| \| \| \| \| \| \| \| \| \| \| 8. Sancho Garcés II de Pamplona \| \| \| \| \| \| \| \| \| \| \| \| \| \| \| \| \| \| \| \| \| \| \| \| \| \| \| \| \| \| \| \| \| \| \| \| \| \| \| \| \| \| \| \| \| \| \| \| \| \| \| \| \| \| 17. Andregoto Galíndez \| \| \| \| \| \| \| \| \| \| \| \| \| \| \| \| \| \| \| \| \| \| \| \| \| \| \| \| \| \| \| \| \| \| \| \| \| \| \| \| \| \| \| \| \| \| \| \| \| \| \| \| \| \| 4. García Sánchez II de Pamplona \| \| \| \| \| \| \| \| \| \| \| \| \| \| \| \| \| \| \| \| \| \| \| \| \| \| \| \| \| \| \| \| \| \| \| \| \| \| \| \| \| \| \| \| \| \| \| \| \| \| \| \| \| \| 18. Fernán González, conde de Castilla (=#24, 30) \| \| \| \| \| \| \| \| \| \| \| \| \| \| \| \| \| \| \| \| \| \| \| \| \| \| \| \| \| \| \| \| \| \| \| \| \| \| \| \| \| \| \| \| \| \| \| \| \| \| \| \| \| \| 9. Urraca Fernández \| \| \| \| \| \| \| \| \| \| \| \| \| \| \| \| \| \| \| \| \| \| \| \| \| \| \| \| \| \| \| \| \| \| \| \| \| \| \| \| \| \| \| \| \| \| \| \| \| \| \| \| \| \| 19. Sancha de Pamplona (=#25, 31) \| \| \| \| \| \| \| \| \| \| \| \| \| \| \| \| \| \| \| \| \| \| \| \| \| \| \| \| \| \| \| \| \| \| \| \| \| \| \| \| \| \| \| \| \| \| \| \| \| \| \| \| \| \| 2. Sancho III de Pamplona \| \| \| \| \| \| \| \| \| \| \| \| \| \| \| \| \| \| \| \| \| \| \| \| \| \| \| \| \| \| \| \| \| \| \| \| \| \| \| \| \| \| \| \| \| \| \| \| \| \| \| \| \| \| 20. Bermudo Núñez, conde de Cea \| \| \| \| \| \| \| \| \| \| \| \| \| \| \| \| \| \| \| \| \| \| \| \| \| \| \| \| \| \| \| \| \| \| \| \| \| \| \| \| \| \| \| \| \| \| \| \| \| \| \| \| \| \| 10. Fernando Bermúdez \| \| \| \| \| \| \| \| \| \| \| \| \| \| \| \| \| \| \| \| \| \| \| \| \| \| \| \| \| \| \| \| \| \| \| \| \| \| \| \| \| \| \| \| \| \| \| \| \| \| \| \| \| \| 21. Argilo \| \| \| \| \| \| \| \| \| \| \| \| \| \| \| \| \| \| \| \| \| \| \| \| \| \| \| \| \| \| \| \| \| \| \| \| \| \| \| \| \| \| \| \| \| \| \| \| \| \| \| \| \| \| 5. Jimena Fernández \| \| \| \| \| \| \| \| \| \| \| \| \| \| \| \| \| \| \| \| \| \| \| \| \| \| \| \| \| \| \| \| \| \| \| \| \| \| \| \| \| \| \| \| \| \| \| \| \| \| \| \| \| \| 22. Diego Muñoz de Saldaña (=#28) \| \| \| \| \| \| \| \| \| \| \| \| \| \| \| \| \| \| \| \| \| \| \| \| \| \| \| \| \| \| \| \| \| \| \| \| \| \| \| \| \| \| \| \| \| \| \| \| \| \| \| \| \| \| 11. Elvira Díaz \| \| \| \| \| \| \| \| \| \| \| \| \| \| \| \| \| \| \| \| \| \| \| \| \| \| \| \| \| \| \| \| \| \| \| \| \| \| \| \| \| \| \| \| \| \| \| \| \| \| \| \| \| \| 23. Tegridia (=#29) \| \| \| \| \| \| \| \| \| \| \| \| \| \| \| \| \| \| \| \| \| \| \| \| \| \| \| \| \| \| \| \| \| \| \| \| \| \| \| \| \| \| \| \| \| \| \| \| \| \| \| \| \| \| 1. Fernando I de León y Castilla \| \| \| \| \| \| \| \| \| \| \| \| \| \| \| \| \| \| \| \| \| \| \| \| \| \| \| \| \| \| \| \| \| \| \| \| \| \| \| \| \| \| \| \| \| \| \| \| \| \| \| \| \| \| 24. Fernán González, conde de Castilla (=#18, 30) \| \| \| \| \| \| \| \| \| \| \| \| \| \| \| \| \| \| \| \| \| \| \| \| \| \| \| \| \| \| \| \| \| \| \| \| \| \| \| \| \| \| \| \| \| \| \| \| \| \| \| \| \| \| 12. García Fernández, conde de Castilla \| \| \| \| \| \| \| \| \| \| \| \| \| \| \| \| \| \| \| \| \| \| \| \| \| \| \| \| \| \| \| \| \| \| \| \| \| \| \| \| \| \| \| \| \| \| \| \| \| \| \| \| \| \| 25. Sancha de Pamplona (=#19, 31) \| \| \| \| \| \| \| \| \| \| \| \| \| \| \| \| \| \| \| \| \| \| \| \| \| \| \| \| \| \| \| \| \| \| \| \| \| \| \| \| \| \| \| \| \| \| \| \| \| \| \| \| \| \| 6. Sancho García, conde de Castilla \| \| \| \| \| \| \| \| \| \| \| \| \| \| \| \| \| \| \| \| \| \| \| \| \| \| \| \| \| \| \| \| \| \| \| \| \| \| \| \| \| \| \| \| \| \| \| \| \| \| \| \| \| \| 26. Ramón I de Ribagorza y Pallars \| \| \| \| \| \| \| \| \| \| \| \| \| \| \| \| \| \| \| \| \| \| \| \| \| \| \| \| \| \| \| \| \| \| \| \| \| \| \| \| \| \| \| \| \| \| \| \| \| \| \| \| \| \| 13. Aba de Ribagorza \| \| \| \| \| \| \| \| \| \| \| \| \| \| \| \| \| \| \| \| \| \| \| \| \| \| \| \| \| \| \| \| \| \| \| \| \| \| \| \| \| \| \| \| \| \| \| \| \| \| \| \| \| \| 27. Gersende de Fezensac \| \| \| \| \| \| \| \| \| \| \| \| \| \| \| \| \| \| \| \| \| \| \| \| \| \| \| \| \| \| \| \| \| \| \| \| \| \| \| \| \| \| \| \| \| \| \| \| \| \| \| \| \| \| 3. Mayor de Castilla \| \| \| \| \| \| \| \| \| \| \| \| \| \| \| \| \| \| \| \| \| \| \| \| \| \| \| \| \| \| \| \| \| \| \| \| \| \| \| \| \| \| \| \| \| \| \| \| \| \| \| \| \| \| 28. Diego Muñoz de Saldaña (=#22) \| \| \| \| \| \| \| \| \| \| \| \| \| \| \| \| \| \| \| \| \| \| \| \| \| \| \| \| \| \| \| \| \| \| \| \| \| \| \| \| \| \| \| \| \| \| \| \| \| \| \| \| \| \| 14. Gómez Díaz \| \| \| \| \| \| \| \| \| \| \| \| \| \| \| \| \| \| \| \| \| \| \| \| \| \| \| \| \| \| \| \| \| \| \| \| \| \| \| \| \| \| \| \| \| \| \| \| \| \| \| \| \| \| 29. Tegridia (=#23) \| \| \| \| \| \| \| \| \| \| \| \| \| \| \| \| \| \| \| \| \| \| \| \| \| \| \| \| \| \| \| \| \| \| \| \| \| \| \| \| \| \| \| \| \| \| \| \| \| \| \| \| \| \| 7. Urraca Gómez \| \| \| \| \| \| \| \| \| \| \| \| \| \| \| \| \| \| \| \| \| \| \| \| \| \| \| \| \| \| \| \| \| \| \| \| \| \| \| \| \| \| \| \| \| \| \| \| \| \| \| \| \| \| 30. Fernán González, conde de Castilla (=#18, 24) \| \| \| \| \| \| \| \| \| \| \| \| \| \| \| \| \| \| \| \| \| \| \| \| \| \| \| \| \| \| \| \| \| \| \| \| \| \| \| \| \| \| \| \| \| \| \| \| \| \| \| \| \| \| 15. Muniadona Fernández de Castilla \| \| \| \| \| \| \| \| \| \| \| \| \| \| \| \| \| \| \| \| \| \| \| \| \| \| \| \| \| \| \| \| \| \| \| \| \| \| \| \| \| \| \| \| \| \| \| \| \| \| \| \| \| \| 31. Sancha de Pamplona (=#19, 25) \| \| \| \| \| \| \| \| \| \| \| \| \| \| \| \| \| \| \| \| \| \| \| \| \| \| \| \| \| \| \| \| \| \| \| \| \| \| \| \| \| \| \| \| \| \| \| \| \| \| \| \| |                                                   |  |  |  |  |  |  |  |  |  |  |  |  |  |  |  |
| |                                                   |  |  |  |  |  |  |  |  |  |  |  |  |  |  |  |
| | 16. García Sánchez I de Pamplona                  |  |  |  |  |  |  |  |  |  |  |  |  |  |  |  |
| |                                                   |  |  |  |  |  |  |  |  |  |  |  |  |  |  |  |
| |                                                   |  |  |  |  |  |  |  |  |  |  |  |  |  |  |  |
| | 8. Sancho Garcés II de Pamplona                   |  |  |  |  |  |  |  |  |  |  |  |  |  |  |  |
| |                                                   |  |  |  |  |  |  |  |  |  |  |  |  |  |  |  |
| |                                                   |  |  |  |  |  |  |  |  |  |  |  |  |  |  |  |
| | 17. Andregoto Galíndez                            |  |  |  |  |  |  |  |  |  |  |  |  |  |  |  |
| |                                                   |  |  |  |  |  |  |  |  |  |  |  |  |  |  |  |
| |                                                   |  |  |  |  |  |  |  |  |  |  |  |  |  |  |  |
| | 4. García Sánchez II de Pamplona                  |  |  |  |  |  |  |  |  |  |  |  |  |  |  |  |
| |                                                   |  |  |  |  |  |  |  |  |  |  |  |  |  |  |  |
| |                                                   |  |  |  |  |  |  |  |  |  |  |  |  |  |  |  |
| | 18. Fernán González, conde de Castilla (=#24, 30) |  |  |  |  |  |  |  |  |  |  |  |  |  |  |  |
| |                                                   |  |  |  |  |  |  |  |  |  |  |  |  |  |  |  |
| |                                                   |  |  |  |  |  |  |  |  |  |  |  |  |  |  |  |
| | 9. Urraca Fernández                               |  |  |  |  |  |  |  |  |  |  |  |  |  |  |  |
| |                                                   |  |  |  |  |  |  |  |  |  |  |  |  |  |  |  |
| |                                                   |  |  |  |  |  |  |  |  |  |  |  |  |  |  |  |
| | 19. Sancha de Pamplona (=#25, 31)                 |  |  |  |  |  |  |  |  |  |  |  |  |  |  |  |
| |                                                   |  |  |  |  |  |  |  |  |  |  |  |  |  |  |  |
| |                                                   |  |  |  |  |  |  |  |  |  |  |  |  |  |  |  |
| | 2. Sancho III de Pamplona                         |  |  |  |  |  |  |  |  |  |  |  |  |  |  |  |
| |                                                   |  |  |  |  |  |  |  |  |  |  |  |  |  |  |  |
| |                                                   |  |  |  |  |  |  |  |  |  |  |  |  |  |  |  |
| | 20. Bermudo Núñez, conde de Cea                   |  |  |  |  |  |  |  |  |  |  |  |  |  |  |  |
| |                                                   |  |  |  |  |  |  |  |  |  |  |  |  |  |  |  |
| |                                                   |  |  |  |  |  |  |  |  |  |  |  |  |  |  |  |
| | 10. Fernando Bermúdez                             |  |  |  |  |  |  |  |  |  |  |  |  |  |  |  |
| |                                                   |  |  |  |  |  |  |  |  |  |  |  |  |  |  |  |
| |                                                   |  |  |  |  |  |  |  |  |  |  |  |  |  |  |  |
| | 21. Argilo                                        |  |  |  |  |  |  |  |  |  |  |  |  |  |  |  |
| |                                                   |  |  |  |  |  |  |  |  |  |  |  |  |  |  |  |
| |                                                   |  |  |  |  |  |  |  |  |  |  |  |  |  |  |  |
| | 5. Jimena Fernández                               |  |  |  |  |  |  |  |  |  |  |  |  |  |  |  |
| |                                                   |  |  |  |  |  |  |  |  |  |  |  |  |  |  |  |
| |                                                   |  |  |  |  |  |  |  |  |  |  |  |  |  |  |  |
| | 22. Diego Muñoz de Saldaña (=#28)                 |  |  |  |  |  |  |  |  |  |  |  |  |  |  |  |
| |                                                   |  |  |  |  |  |  |  |  |  |  |  |  |  |  |  |
| |                                                   |  |  |  |  |  |  |  |  |  |  |  |  |  |  |  |
| | 11. Elvira Díaz                                   |  |  |  |  |  |  |  |  |  |  |  |  |  |  |  |
| |                                                   |  |  |  |  |  |  |  |  |  |  |  |  |  |  |  |
| |                                                   |  |  |  |  |  |  |  |  |  |  |  |  |  |  |  |
| | 23. Tegridia (=#29)                               |  |  |  |  |  |  |  |  |  |  |  |  |  |  |  |
| |                                                   |  |  |  |  |  |  |  |  |  |  |  |  |  |  |  |
| |                                                   |  |  |  |  |  |  |  |  |  |  |  |  |  |  |  |
| | 1. Fernando I de León y Castilla                  |  |  |  |  |  |  |  |  |  |  |  |  |  |  |  |
| |                                                   |  |  |  |  |  |  |  |  |  |  |  |  |  |  |  |
| |                                                   |  |  |  |  |  |  |  |  |  |  |  |  |  |  |  |
| | 24. Fernán González, conde de Castilla (=#18, 30) |  |  |  |  |  |  |  |  |  |  |  |  |  |  |  |
| |                                                   |  |  |  |  |  |  |  |  |  |  |  |  |  |  |  |
| |                                                   |  |  |  |  |  |  |  |  |  |  |  |  |  |  |  |
| | 12. García Fernández, conde de Castilla           |  |  |  |  |  |  |  |  |  |  |  |  |  |  |  |
| |                                                   |  |  |  |  |  |  |  |  |  |  |  |  |  |  |  |
| |                                                   |  |  |  |  |  |  |  |  |  |  |  |  |  |  |  |
| | 25. Sancha de Pamplona (=#19, 31)                 |  |  |  |  |  |  |  |  |  |  |  |  |  |  |  |
| |                                                   |  |  |  |  |  |  |  |  |  |  |  |  |  |  |  |
| |                                                   |  |  |  |  |  |  |  |  |  |  |  |  |  |  |  |
| | 6. Sancho García, conde de Castilla               |  |  |  |  |  |  |  |  |  |  |  |  |  |  |  |
| |                                                   |  |  |  |  |  |  |  |  |  |  |  |  |  |  |  |
| |                                                   |  |  |  |  |  |  |  |  |  |  |  |  |  |  |  |
| | 26. Ramón I de Ribagorza y Pallars                |  |  |  |  |  |  |  |  |  |  |  |  |  |  |  |
| |                                                   |  |  |  |  |  |  |  |  |  |  |  |  |  |  |  |
| |                                                   |  |  |  |  |  |  |  |  |  |  |  |  |  |  |  |
| | 13. Aba de Ribagorza                              |  |  |  |  |  |  |  |  |  |  |  |  |  |  |  |
| |                                                   |  |  |  |  |  |  |  |  |  |  |  |  |  |  |  |
| |                                                   |  |  |  |  |  |  |  |  |  |  |  |  |  |  |  |
| | 27. Gersende de Fezensac                          |  |  |  |  |  |  |  |  |  |  |  |  |  |  |  |
| |                                                   |  |  |  |  |  |  |  |  |  |  |  |  |  |  |  |
| |                                                   |  |  |  |  |  |  |  |  |  |  |  |  |  |  |  |
| | 3. Mayor de Castilla                              |  |  |  |  |  |  |  |  |  |  |  |  |  |  |  |
| |                                                   |  |  |  |  |  |  |  |  |  |  |  |  |  |  |  |
| |                                                   |  |  |  |  |  |  |  |  |  |  |  |  |  |  |  |
| | 28. Diego Muñoz de Saldaña (=#22)                 |  |  |  |  |  |  |  |  |  |  |  |  |  |  |  |
| |                                                   |  |  |  |  |  |  |  |  |  |  |  |  |  |  |  |
| |                                                   |  |  |  |  |  |  |  |  |  |  |  |  |  |  |  |
| | 14. Gómez Díaz                                    |  |  |  |  |  |  |  |  |  |  |  |  |  |  |  |
| |                                                   |  |  |  |  |  |  |  |  |  |  |  |  |  |  |  |
| |                                                   |  |  |  |  |  |  |  |  |  |  |  |  |  |  |  |
| | 29. Tegridia (=#23)                               |  |  |  |  |  |  |  |  |  |  |  |  |  |  |  |
| |                                                   |  |  |  |  |  |  |  |  |  |  |  |  |  |  |  |
| |                                                   |  |  |  |  |  |  |  |  |  |  |  |  |  |  |  |
| | 7. Urraca Gómez                                   |  |  |  |  |  |  |  |  |  |  |  |  |  |  |  |
| |                                                   |  |  |  |  |  |  |  |  |  |  |  |  |  |  |  |
| |                                                   |  |  |  |  |  |  |  |  |  |  |  |  |  |  |  |
| | 30. Fernán González, conde de Castilla (=#18, 24) |  |  |  |  |  |  |  |  |  |  |  |  |  |  |  |
| |                                                   |  |  |  |  |  |  |  |  |  |  |  |  |  |  |  |
| |                                                   |  |  |  |  |  |  |  |  |  |  |  |  |  |  |  |
| | 15. Muniadona Fernández de Castilla               |  |  |  |  |  |  |  |  |  |  |  |  |  |  |  |
| |                                                   |  |  |  |  |  |  |  |  |  |  |  |  |  |  |  |
| |                                                   |  |  |  |  |  |  |  |  |  |  |  |  |  |  |  |
| | 31. Sancha de Pamplona (=#19, 25)                 |  |  |  |  |  |  |  |  |  |  |  |  |  |  |  |
| |                                                   |  |  |  |  |  |  |  |  |  |  |  |  |  |  |  |
| |                                                   |  |  |  |  |  |  |  |  |  |  |  |  |  |  |  |

| Predecesor: García Sánchez | Conde de Castilla 1029–1037 | Sucesor: Se convierte en rey de León                                                     |
| Predecesor: Bermudo III    | Rey de León 1037–1065       | Sucesor: Alfonso VI (Rey de León) Sancho II (Rey de Castilla) García II (Rey de Galicia) |